# Hossein Askari
Hossein Askari (en persa: حسین عسگری, Khomein, 23 de març de 1975) és un ciclista iranià, professional des del 2003. Campió dos cops de l'UCI Àsia Tour, el 2007 i 2008, també ha guanyat diversos campionats nacionals.
Durant la seva carrera esportiva ha tingut diversos incidents amb el dopatge. El 2013 fou suspès per un any després de donar positiu en un control a la fi de la Volta al Singkarak. El 2015 tornà a donar positiu, i en aquesta ocasió fou suspès per sis anys, fins al 14 d'octubre de 2021. El 2022, amb 47 anys, guanyà el campionat nacional en contrarellotge.

## Palmarès
- 1999
  - 1r al Tour de Milad de Nour
  - Vencedor d'una etapa a la Volta a l'Aràbia Saudita
  - Vencedor d'una etapa al Tour de l'Azerbaidjan
- 2000
  - Vencedor d'una etapa al Tour de l'Azerbaidjan
- 2001
  - Campió d'Àsia en contrarellotge
- 2003
  - Campió d'Àsia en contrarellotge
  - 1r al Tour de Milad de Nour
- 2004
  - 1r al Tour de Milad de Nour
- 2005
  - 1r al Kerman Tour
  - 1r a la Volta a Indonèsia i vencedor d'una etapa
  - Vencedor d'una etapa al Tour de l'Azerbaidjan
- 2006
  - Vencedor de 2 etapes al Kerman Tour
  - Vencedor d'una etapa al Tour de l'Azerbaidjan
  - Vencedor de 2 etapes al Tour de Milad de Nour
- 2007
  - 1r a l'UCI Àsia Tour
  -  Campió de l'Iran en contrarellotge
  - 1r al Tour de l'Azerbaidjan i vencedor d'una etapa
  - Vencedor d'una etapa al Kerman Tour
  - Vencedor d'una etapa a la Jelajah Malaysia
- 2008
  - 1r a l'UCI Àsia Tour
  - 1r al Tour de l'Azerbaidjan i vencedor d'una etapa
  - 1r a la UAE International Emirates Post Tour
  - Vencedor d'una etapa a la Jelajah Malaysia
- 2009
  - Vencedor d'una etapa al President Tour of Iran
- 2010
  -  Campió de l'Iran en contrarellotge
  - 1r a la Volta al llac Qinghai
  - 1r al International Presidency Tour i vencedor d'una etapa
- 2011
  -  Campió de l'Iran en contrarellotge
- 2012
  - 1r al Tour de Brunei i vencedor d'una etapa
- 2013
  - Vencedor d'una etapa al Volta al Singkarak
- 2015
  - Campió d'Àsia en ruta
  - Campió d'Àsia en contrarellotge
  -  Campió de l'Iran en contrarellotge
  - Vencedor d'una etapa al Tour de l'Iran
  - Vencedor d'una etapa al Tour de Singkarak
- 2022
  -  Campió de l'Iran en contrarellotge